# Wallace H. White

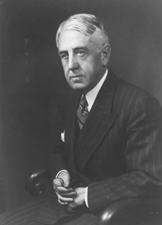
Wallace H. White

Wallace Humphrey White Jr. (* 6. August 1877 in Lewiston, Maine; † 31. März 1952 in Auburn, Maine) war ein US-amerikanischer Politiker (Republikanische Partei), der den Bundesstaat Maine in beiden Kammern des Kongresses vertrat.
Wallace White, dessen Großvater William P. Frye zwischen 1871 und 1911 ebenfalls für Maine im Kongress saß, machte 1899 seinen Abschluss am Bowdoin College in Brunswick. Danach arbeitete er als Verwaltungsbeamter (Assistant Clerk) für den Handelsausschuss des Senats sowie als Sekretär für seinen Großvater. Überdies studierte er die Rechtswissenschaften und begann nach der Aufnahme in die Anwaltskammer in Lewiston zu praktizieren.
Im Jahr 1916 wurde White für Maine ins Repräsentantenhaus der Vereinigten Staaten gewählt. Er nahm sein Mandat ab dem 4. März 1917 wahr und wurde mehrfach wiedergewählt, ehe er am 3. März 1931 aus der Parlamentskammer ausschied und innerhalb des Kongresses in den Senat wechselte. Auch hier wurde er 1936 und 1942 jeweils im Amt bestätigt. Zudem erfolgte 1944 die Wahl zum Minority Leader der republikanischen Minderheitsfraktion; als seine Partei nach den Kongresswahlen von 1946 die Mehrheit im Senat errang, ging der Posten des Majority Leader vom Demokraten Ernest McFarland auf White über. Sein Einfluss in dieser Funktion war allerdings gering; ihm kam vor allem die Aufgabe zu, die Balance der beiden zu dieser Zeit von Robert Taft und Arthur H. Vandenberg angeführten Parteiflügel zu wahren.
Nachdem er auf eine erneute Wiederwahl verzichtet hatte, schied Wallace White am 3. Januar 1949 aus dem Senat aus. Er starb drei Jahre darauf in Auburn.